# Welt-Straßenverband
Der Welt-Straßenverband (engl. World Road Association) ist eine gemeinnützige Organisation, die sich für eine internationale Zusammenarbeit im Bereich Straßenwesen einsetzt. Der Verband wurde 1909 unter dem Namen „Permanent International Association of Road Congresses“ (PIARC) gegründet. Die Mitglieder des Verbandes stammen aus rund 140 Ländern bestehen sowohl aus Landesregierungen und Behörden als auch aus Einzelpersonen. Offizielles Organ ist die vierteljährlich erscheinende Fachzeitschrift „Routes/Roads“.

## Zweck und Aufbau
Der Verband sieht sich als internationales Forum für die Belange des Straßenwesens und fördert den Informationsaustausch zwischen den Mitgliedern. Zu diesem Zweck werden regelmäßig Kongresse und Seminare abgehalten und entsprechende Fachpublikationen veröffentlicht.
Der Aufbau des Verbandes setzt sich aus folgenden vier Teilen zusammen:
- Rat (Council)
- Lenkungsausschuss (Executive Committee)
- Generalsekretariat (General Secretariat)
- Nationale Komitees (National Committees)